# Улица Гашека (Москва)
У́лица Га́шека — улица в центре Москвы в Пресненском и Тверском районах между улицей Красина и 1-й Тверской-Ямской улицей.

## История
В XIX века известна как Новая Чухинская улица (по фамилии землевладельца), позже — Тверской-Ямской переулок. В 1964 году улица была переименована в честь чешского писателя-сатирика Ярослава Гашека (1883—1923) — автора знаменитого романа «Похождения бравого солдата Швейка». Ярослав Гашек — участник Первой мировой войны, сдался в плен русским; в марте — мае 1918 года жил в Москве; участник Гражданской войны.

## Описание
Улица Гашека начинается от улицы Красина, проходит на северо-восток параллельно Большой Садовой улице, пересекает 2-ю и 1-ю Брестские улицы и выходит на 1-й Тверскую-Ямскую улицу напротив 1-го Тверского-Ямского переулка.

## Здания и сооружения
По нечётной стороне:
- № 7 — Бизнес-центр «Дукат Плэйс 2». Названа, как и соседняя «Дукат Плэйс 3», по располагавшейся ранее на этом месте табачной фабрике «Дукат», которая ок. 2000 года была перенесена на Каширское шоссе около станции метро «Домодедовская»;
- № 25/15 — архив Моспроекта;

По чётной стороне:
- № 2, строение 1 — Тендер-Банк;
- № 6 — Бизнес-центр «Дукат Плэйс 3». В 2007 пережил серьёзный пожар (выгорел самый верхний технический этаж, три нижележащих офисных этажа залиты водой при тушении).
- № 8—10 — Ситибанк.
- № 12, стр. 6 — до 2013 года на участке располагался доходный дом начала XX в., снесённый «из-за утраты связи с историческим окружением»[1].